# 藤沢市立亀井野小学校
藤沢市立亀井野小学校（ふじさわしりつ かめいのしょうがっこう）は、神奈川県藤沢市亀井野にある公立小学校。市域中部の東側、平坦な地区に位置し、近くを国道467号線が南北に走る。

## 沿革
- 1977年（昭和52年）4月 - 児童数657名で開校
- 2014年（平成26年） - 児童数563名

## 教育目標
- 心豊かな たくましく生きる力を身につけた児童の育成

## 学区
- 今田608～795（一部除く）
- 亀井野191～359（一部, 六小部分除く）・1225～1620・1944～2275・2301～2735の一部
- 亀井野1丁目（六会駅前高層住宅を除く）・2～4丁目
- 湘南台7丁目の一部
- 西俣野52～849（一部除く）[2]

## 進学先
- 藤沢市立六会中学校 - 亀井野地区から通う児童の進学先
- 藤沢市立湘南台中学校 - 湘南台地区から通う児童の進学先

## 学校の周辺
- 日本大学
- 日本大学藤沢高等学校
- 神奈川県立藤沢支援学校
- 神奈川県立藤沢工科高等学校
- 横浜薬科大学
- 多摩大学

## アクセス
- 小田急江ノ島線 六会日大前駅より徒歩10分